# Гаутенг
Гаутенг (енгл. Gauteng) је покрајина у Јужноафричкој Републици. Покрајина је формирана као део старе покрајине Трансвал после првих општих, вишерасних избора у Јужноафричкој Републици 27. априла 1994. године. Првобитно се покрајина звала Pretoria-Witwatersrand-Vereeniging, укратко PWV, а преименована је у Гаутенг децембра 1994. године.

## Највећи градови
- Alberton
- Benoni
- Boksburg
- Bryanston
- Гермистон
- Хајделберг
- Јоханезбург
- Преторија
- Randburg
- Roodepoort
- Sandton
- Совето
- Спрингс
- Фандербајпарк
- Веренигинг